# Manon (opera)
Manon is een opéra comique in vijf bedrijven van Jules Massenet op een libretto van Henri Meilhac en Philippe Gille, gebaseerd op L’histoire du chevalier Des Grieux et de Manon Lescaut van Abbé Prévost. De eerste uitvoering vond plaats op 19 januari 1884 in de Opéra Comique in Parijs.
Manon is de populairste opera van Massenet, en neemt vanaf het begin een belangrijke plaats in in het uitvoeringsrepertoire. Het is een wezenlijk voorbeeld van de charme en vitaliteit van de muziek en de cultuur van de Parijzenaars tijdens de belle époque. Marie Heilbron vervulde als eerste zangeres de rol van Manon; andere zangeressen die het vermelden waard zijn: Sibyl Sanderson (de persoonlijke favoriete van Massenet), Fanny Heldy, Bidu Sayao, Victoria de los Ángeles, Beverly Sills, Renée Fleming, en meer recentelijk Anna Netrebko.

## Synopsis
Tijd: de regeringsperiode van Louis XV, het begin van de achttiende eeuw

### Eerste bedrijf
De jachtige binnenplaats van een herberg in Amiens. De Brétigny, een edelman is zojuist gearriveerd, in het gezelschap van Guillot, een wat lichtzinnige, oudere man (hij is de Minister van Financiën), en drie flirterige actrices Poussette, Javotte en Rosette. Terwijl de onderdanige herbergier hen van zijn beste middagmaal voorziet, verzamelen de stedelingen zich om de aankomst van de koets van Arras. Onder hen is ook Lescaut, die zijn vrienden vertelt dat hij een familielid opwacht. Kort daarna arriveert de koets en de betoverende Manon, die op wens van de familie voor haar opvoeding naar een klooster gebracht wordt, stapt uit. Ze zingt (Je suis encor tout étourdie) om haar verbazing uit te spreken – het is haar eerste reis.
Guillot maakt haar meteen het hof, maar het onschuldige meisje weet hier geen raad mee. Guillot zegt zelfs dat hij een rijtuig heeft, waar ze samen mee kunnen vertrekken. De drie actrices bespotten hem. Lescaut leest zijn nichtje de les (Regardez-moi bien dans les yeux) en maakt haar duidelijk hoe een zedig jong meisje zich hoort te gedragen. Manon probeert zichzelf ervan te overtuigen afstand te nemen van al het wereldse (Voyons, Manon).
Een romantisch aangelegde ridder, Des Grieux, op weg naar zijn vader, ziet Manon en wordt onmiddellijk verliefd op het meisje. Zij op haar beurt is uitermate gecharmeerd van de ridderlijke manier waarop hij haar het hof maakt (Et je sais votre nom), en al spoedig verklaren zij elkaar de liefde. Zij besluiten samen te vluchten (Nous vivrons à Paris), maar we krijgen al een paar aanwijzingen over de onverenigbaarheid van hun ambities: hij heeft het voortdurend over “tous les deux” (samen), terwijl zij het over “à Paris” heeft. Ze nemen de koets van de teleurgestelde Guillot en ontsnappen.

### Tweede bedrijf
Parijs, het appartement van Manon en Des Grieux, waar de twee geliefden onder armoedige omstandigheden samenwonen. Hij schrijft, zonder veel hoop, een brief naar zijn vader, waarin hij pleit voor diens toestemming om Manon te trouwen. Er wordt op de deur geklopt en Lescaut komt binnen. Diens bezorgdheid voor de eer van de familie is echter maar schijn: hij heeft een lucratief verbond gesloten met de Brétigny, die hem vermomd als een van zijn gardisten vergezelt. Om zijn eerlijke bedoelingen te bewijzen laat Des Grieux Lescaut de brief aan zijn vader zien. Ondertussen waarschuwt de Brétigny Manon heimelijk dat de vader van Des Grieux hem wil komen ophalen (de Brétigny heeft hem namelijk al ingelicht). Hij probeert haar over te halen om te kiezen voor zijn rijkdom. Hoewel Manon geen enkele toezegging doet, waarschuwt zij Des Grieux ook niet. Die gaat zijn brief posten, en haar afscheid (Adieu, notre petite table) maakt duidelijk dat zij heeft gekozen om met de Brétigny mee te gaan. Onbewust van dit alles keert Des Grieux terug en geeft uitdrukking aan zijn meer bescheiden visie van hun geluk (En fermant les yeux). Als hij naar buiten gaat om te onderzoeken wat het lawaai daar is, wordt hij overmeesterd door de afgevaardigden van zijn vader en weggevoerd, terwijl Manon haar spijt betuigt.

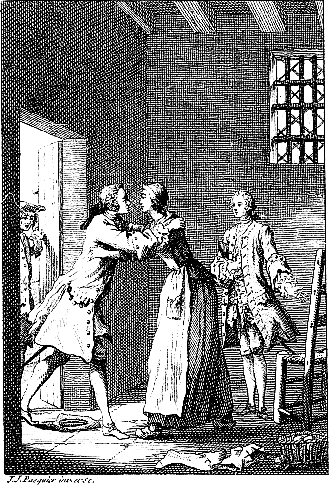
Manon en Des Grieux

### Derde bedrijf

#### Eerste scène
In het park Cours-la-Reine in Parijs is een volksfeest aan de gang. Onder de op vermaak gerichte aanwezigen bevinden zich Guillot en Lescaut, die het genot van het gokken bezingt. (A quoi bon l'économie?). De Brétigny arriveert, spoedig gevolgd door Manon en haar aanbidders. Ze is de ongekroonde koningin en voelt zich gelukkig (Je marche sur tous les chemins en Obéissons quand leur voix appelle).
Des Grieuxs vader, de graaf, begroet de Brétigny. Manon vangt de conversatie op en hoort dat haar voormalige geliefde niet langer een Chevalier is, maar Abbé, en in het klooster van Saint-Sulpice is getreden. Heimelijk verlaat ze het gezelschap en haast zich naar het klooster om Des Grieux te ontmoeten.

#### Tweede scène
Saint-Sulpice. Onder een boetvaardige groep kerkgangers, die enthousiast is over de nieuwe abbé (Quelle éloquence!) bevindt zich ook de vader van Des Grieux. Hij probeert zijn zoon over te halen het klooster te verlaten en zijn rol als stamhouder in de familie weer op zich te nemen. (Épouse quelque brave fille). Hij slaagt hier echter niet in. Des grieux verkeert nog steeds in een staat van rusteloosheid vanwege zijn herinneringen aan Manon. (Ah! Fuyez, douce image). Terwijl hij bidt verschijnt Manon op het toneel om vergeving te vragen voor haar ontrouw ( N'est-ce plus ma main?). Zij bezweert hem haar liefde. Tevergeefs verzet Des Grieux zich, de liefde voor Manon overweldigt hem.

### Vierde bedrijf
Manon en Des Grieux leven weer samen, maar zij kan niet zonder luxe. Des Grieux heeft de erfenis van zijn moeder opgemaakt. Manon heeft hem overgehaald een bezoek te brengen aan een berucht speelhol in Hôtel de Transylvanie. Lescaut en Guillot zijn daar ook te vinden. Manon en Des Grieux arriveren. Zonder enige illusies over haar karakter (Manon! Manon! Sphinx étonnant) geeft hij toe aan zijn verslaafdheid en laat zich overhalen om te spelen. Hij wint het kaartspel van Guillot die zijn inzet telkens verdubbelt. Terwijl Manon juicht, beschuldigt Guillot Des Grieux, die op zijn beurt heftig ontkent, van valsspelen. Guillot haalt de politie, en Des Grieux en Manon worden gearresteerd.

### Vijfde bedrijf
Door tussenkomst van zijn vader is Des Grieux vrijgelaten, maar Manon niet; zij wordt als dievegge naar de gevangenis in Le Havre gevoerd. Een bevrijdingspoging van Des Grieux en zijn helper Lescaut mislukt. Hij heeft nog net genoeg geld om haar bewaker om te kopen, zodat hij haar nog eenmaal in zijn armen kan sluiten. Zij halen samen herinneringen op aan het geluk van hun liefde. Dan sterft Manon, verzwakt door de gevangenschap, met de woorden: Et c'est là l'histoire de Manon Lescaut.

## Belangrijke aria's
Eerste bedrijf
- Manon: Je suis encore tout étourdie

Tweede bedrijf
- Des Grieux: En fermant les yeux
- Manon: Adieu, notre petite table

Derde bedrijf
- Manon: Obéissons quand leurs voix appelle
- Des Grieux: Ah, fuyez douce image